# Peter Bjorn and John
I Peter Bjorn and John sono un gruppo musicale rock svedese, nato a Stoccolma nel 1999. Attualmente i membri del gruppo sono Peter Morén come voce, chitarra e armonica a bocca, Björn Yttling come voce, basso e tastiere e John Eriksson alla batteria, percussioni, e voce.
Sono meglio noti per il singolo di successo Young Folks, uscito nel 2006, che si avvale della voce di Victoria Bergsman, precedentemente membro dei The Concretes. Il singolo si piazzò nella top 40 in Regno Unito e fu nominato da NME' la seconda migliore canzone dell'anno, seconda solo a Over and Over degli Hot Chip. In Australia è stata classificata al sedicesimo posto da "Triple J" tra le migliori canzoni dell'anno.

## Storia
Peter e Björn iniziarono a suonare insieme quando si conobbero alle scuole superiori: entrambi condividevano la passione per i The Stone Roses e i Ride. Il duo si sfaldò quando si trasferirono nella capitale e incontrarono John nel 1999: qui nacque la band poi chiamata Peter, Bjorn and John. La loro prima apparizione su una barca per i canali di Stoccolma fu un insuccesso.
Nel 2002 uscì l'omonimo album d'esordio e in seguito si aggiunse alla formazione Lars Skoglund dei Laakso, con il ruolo di batterista e percussionista (in particolare di bongo, durante i concerti dal vivo). Seguì l'album Falling Out e a due anni di distanza il loro maggior successo, Writer's Block, acclamato anche dalla critica: da questo fu estratto il singolo "Young Folks" che vinse il Grammy Award per il Miglior Video del 2007.

## Discografia

### EP
- 2001 – Forbidden Chords
- 2003 – 100 m of Hurdles
- 2003 – (I Just Wanna) See Through/Say Something Else (con gli Spearmint)
- 2004 – Beats Traps and Backgrounds
- 2006 – Young Folks The Remixes
- 2009 – It Don't Move Me
- 2016 – Dominos

### Album in studio
- 2002 – Peter Bjorn and John
- 2004 – Falling Out
- 2006 – Writer's Block numero 114 USA, numero 1 Heatseekers Album Classifica (USA)
- 2008 – Seaside Rock
- 2009 – Living Thing
- 2011 – Gimme Some
- 2016 – Breakin' Point
- 2018 – Darker Days
- 2020 - Endless Dream

### Singoli
- 2002 – Failing and Passing
- 2002 – I Don't Know What I Want Us To Do
- 2003 – People They Know
- 2005 – Teen Love
- 2005 – Tailormade
- 2006 – Young Folks (numero 35 UK, numero 26 CAN, USA: numero 110, numero 22 Modern Rock, numero 12 AAA Rock Charts)
- 2006 – Let's Call It Off
- 2007 – Objects of My Affection
- 2009 – Nothing to Worry About
- 2009 – Lay It Down
- 2009 – It Don't Move Me
- 2011 – Breaker Breaker
- 2011 – Second Chance
- 2011 – Dig a Little Deeper/What I Could Do If I Wanted To
- 2011 – May Seem Macabre
- 2016 – What You Talking About
- 2016 – Breakin' Point